# Coronel Suárez (ville)
Coronel Suárez est une ville argentine, situé dans la province de Buenos Aires, dans la partido de Coronel Suárez. Créée en 1883 par la loi provinciale, son nombre d'habitants est de 23 621 habitants en 2010.